# Ват Пхракэу
Ват Пхракэу, или храм «Изумрудного Будды» (тайск. วัดพระแก้ว, полное название тайск. วัดพระศรีรัตนศาสดาราม) — буддийский храм в историческом центре Бангкока, одно из самых священных мест Таиланда.
Внутри храма хранится «Изумрудный Будда» — статуя высотой в 66 см, вырезанная из цельного жадеита в XV веке. По одной из легенд, она была покрыта золотыми пластинами, по другой — находилась внутри еще одной статуи, но слепленной из глины. Изображение было найдено в 1431 году в одном из храмов Чианграя, а позднее ей завладел король Рама I. Несколько раз в год служители храма под председательством монарха или принца меняют одеяния статуи.
Снаружи храма у его входа находятся два льва из бронзы, которые были привезены из Камбоджи королём Рамой I. Основание постройки украшено позолоченными фигурами мистических полуптиц-полулюдей (гаруд), окна и двери оформлены узорами. Внутреннее убранство Ват Пхра Кео выделяется благодаря росписям стен, сделанным во времена правления короля Рамы III. Здесь же расположен королевский Пантеон, где воздвигнуты статуи в натуральную величину восьми предыдущих королей династии Чакри.

## Галерея

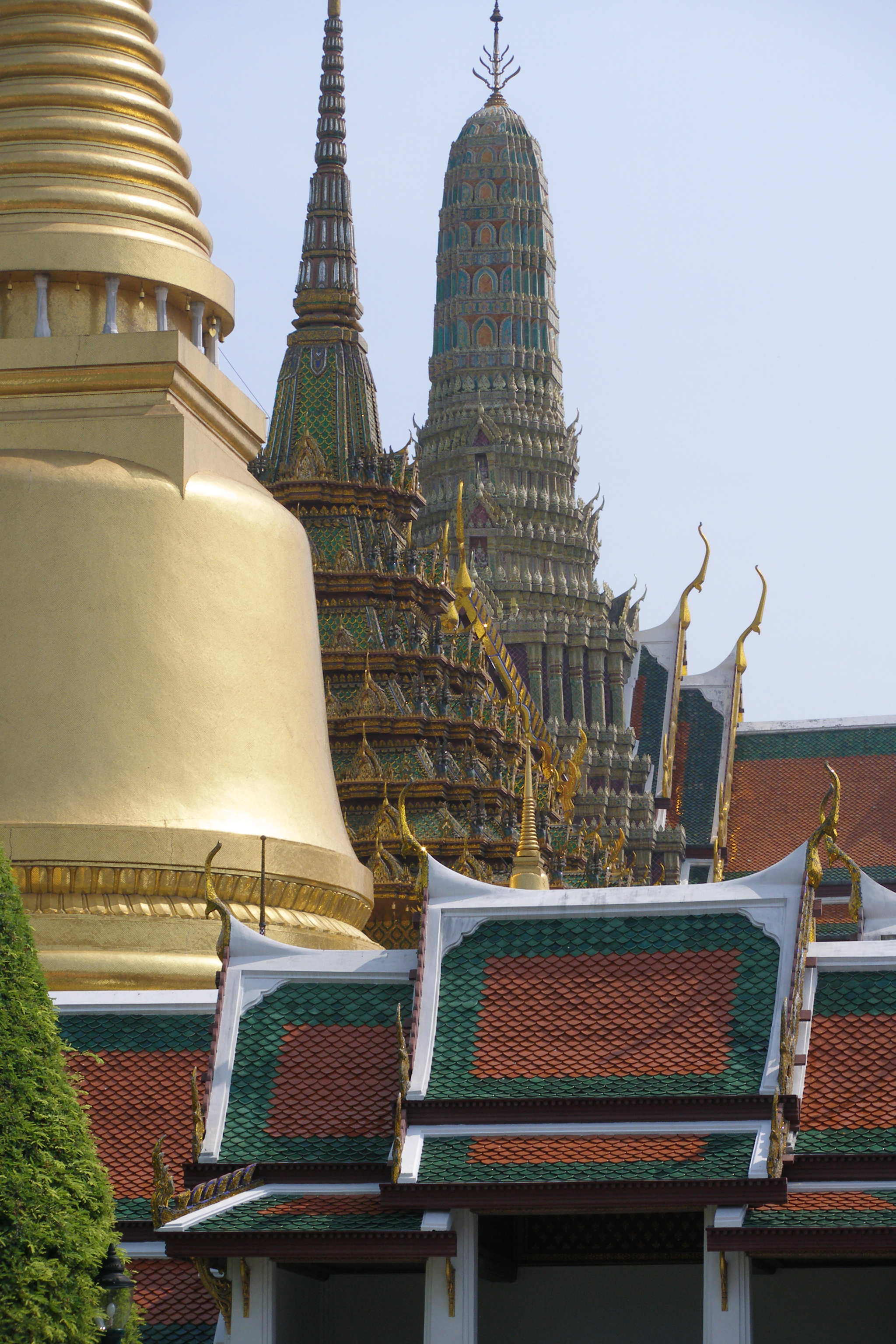
Главные ступы
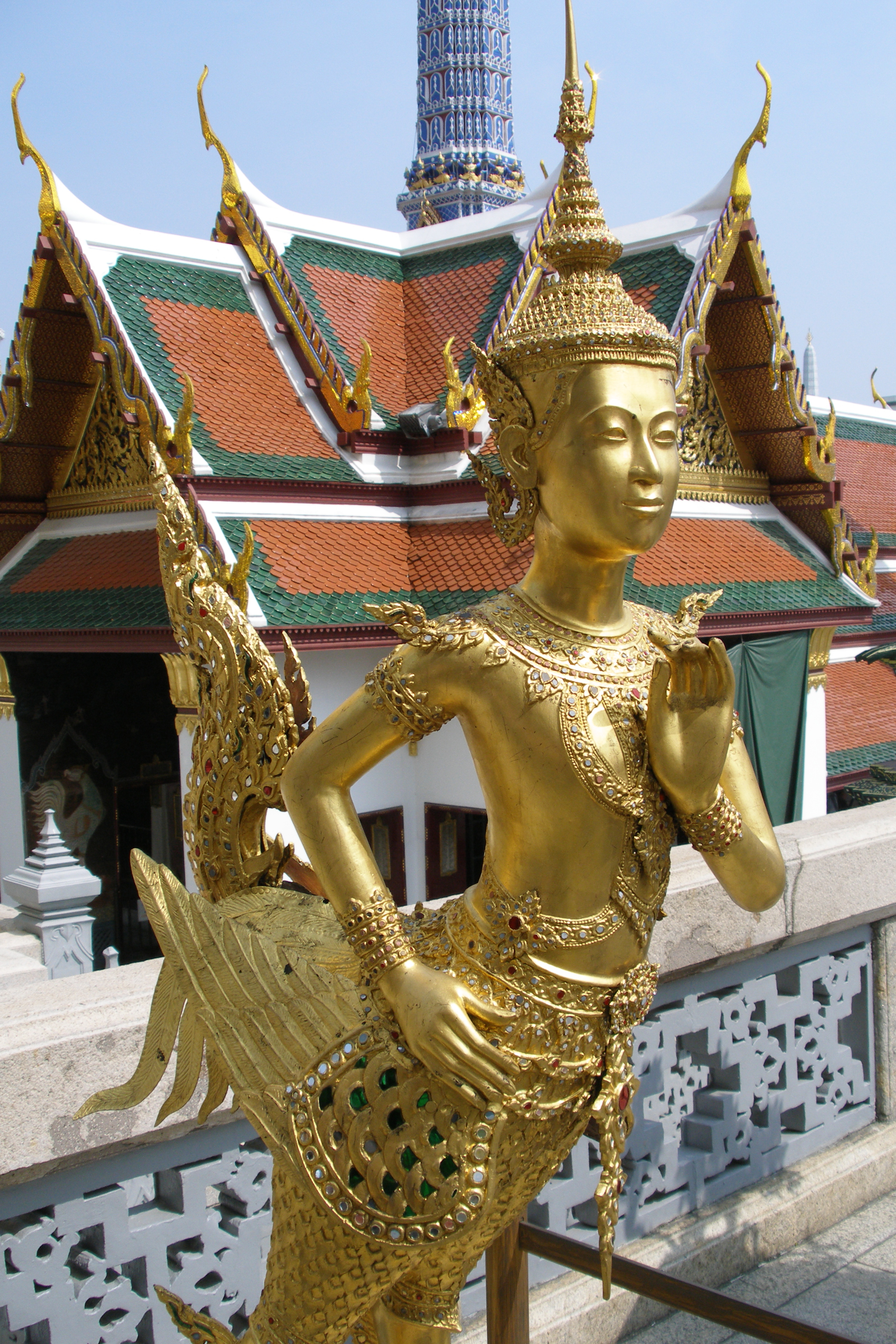
Киннара
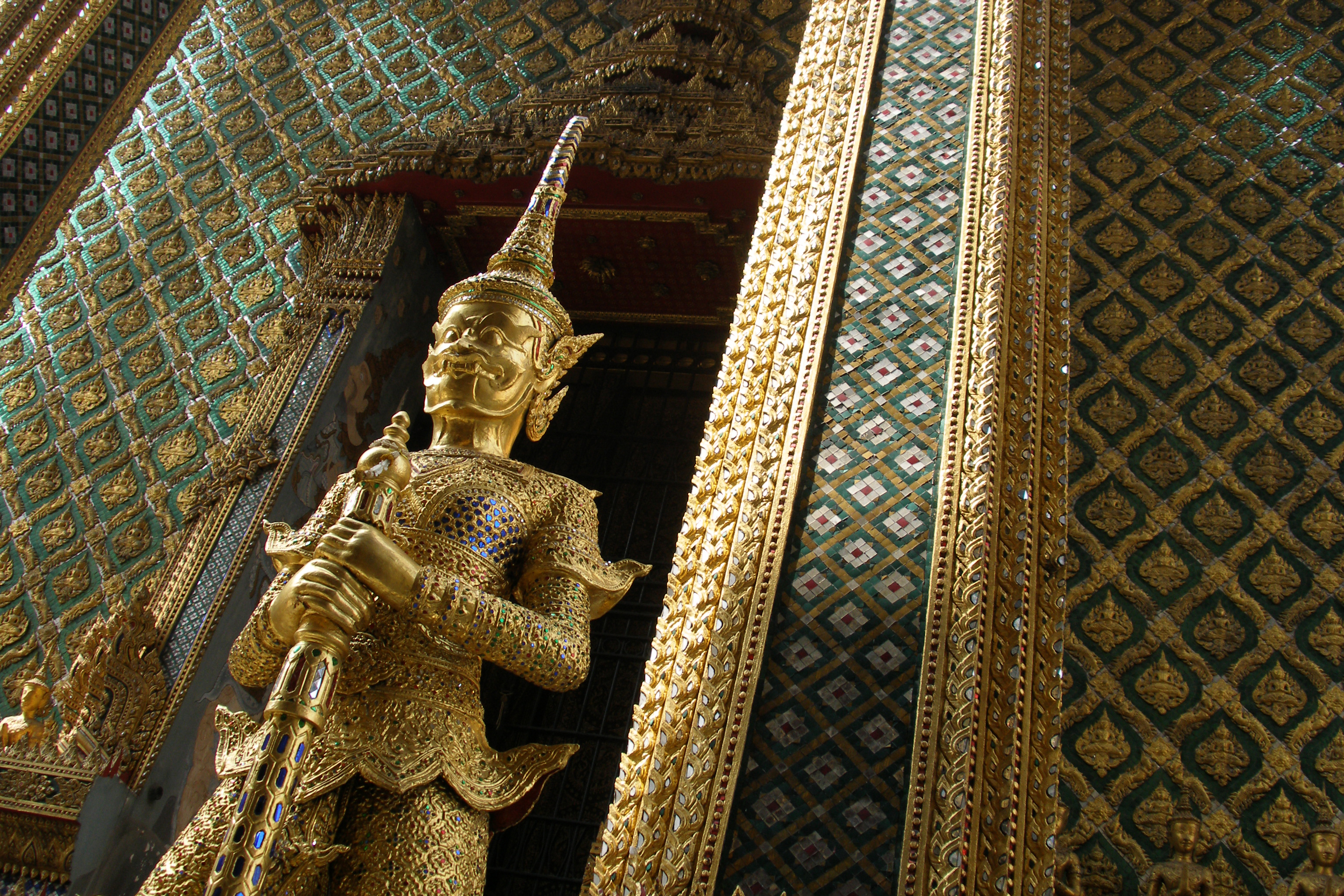
Библиотека
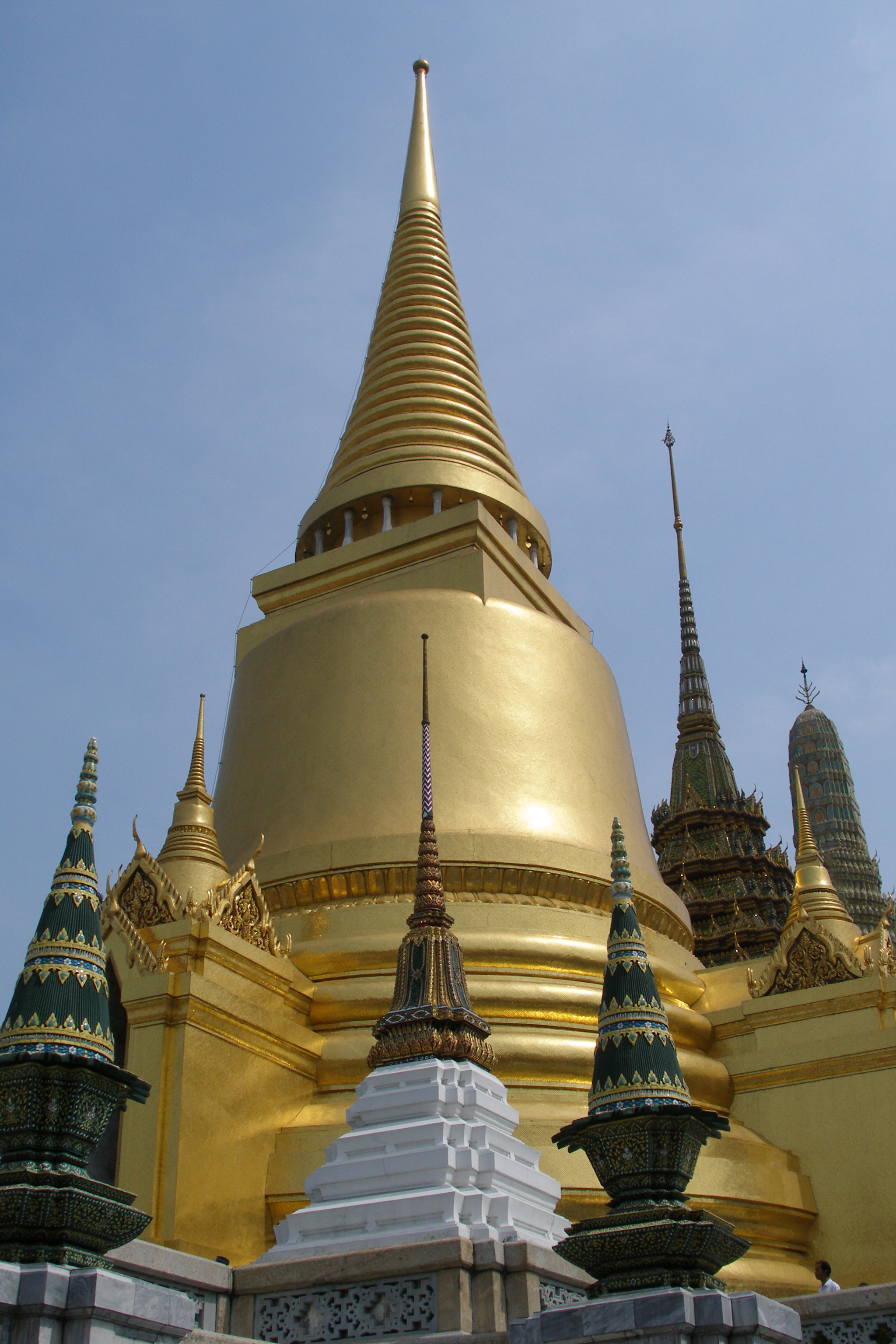
Золотая ступа
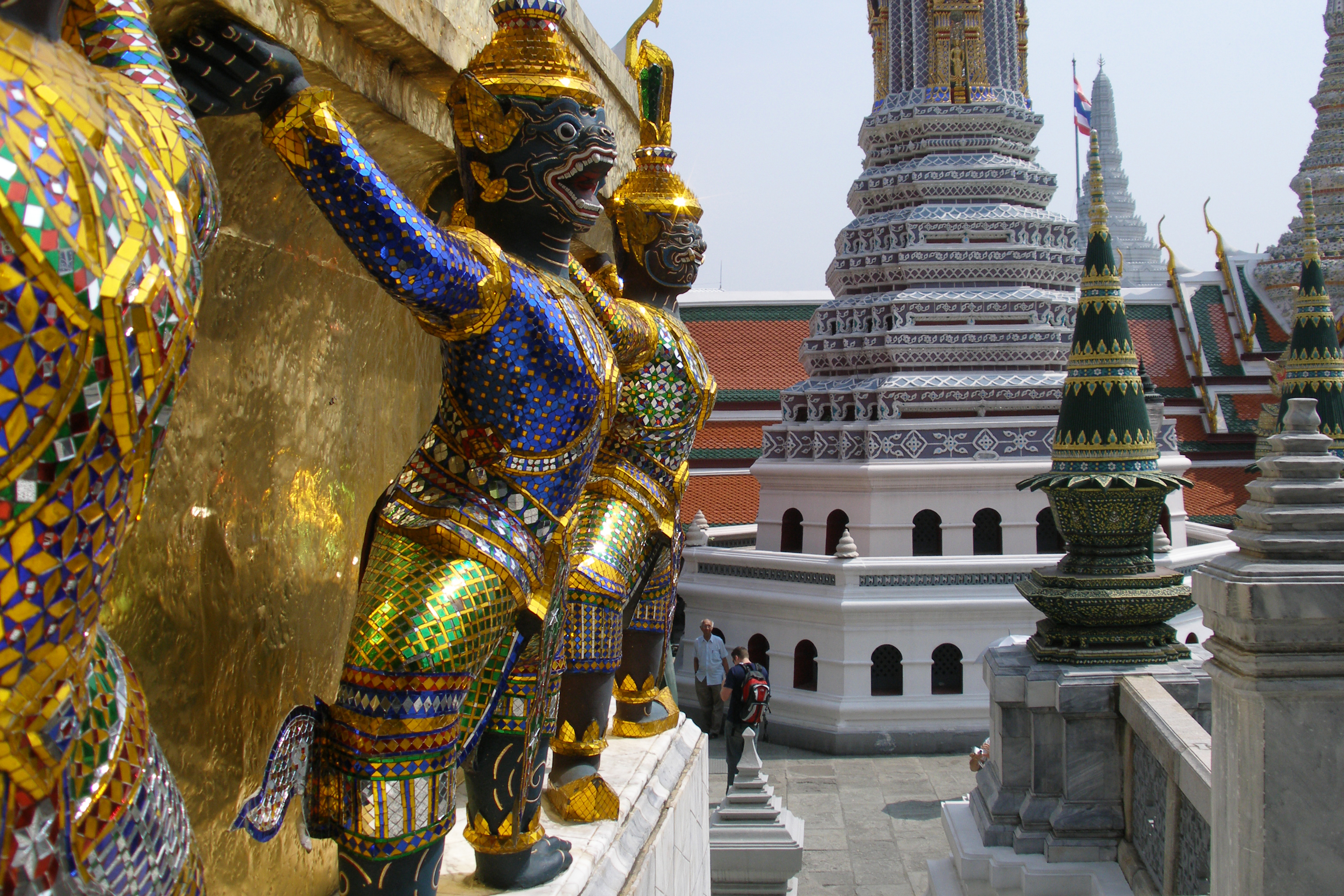
Стражники
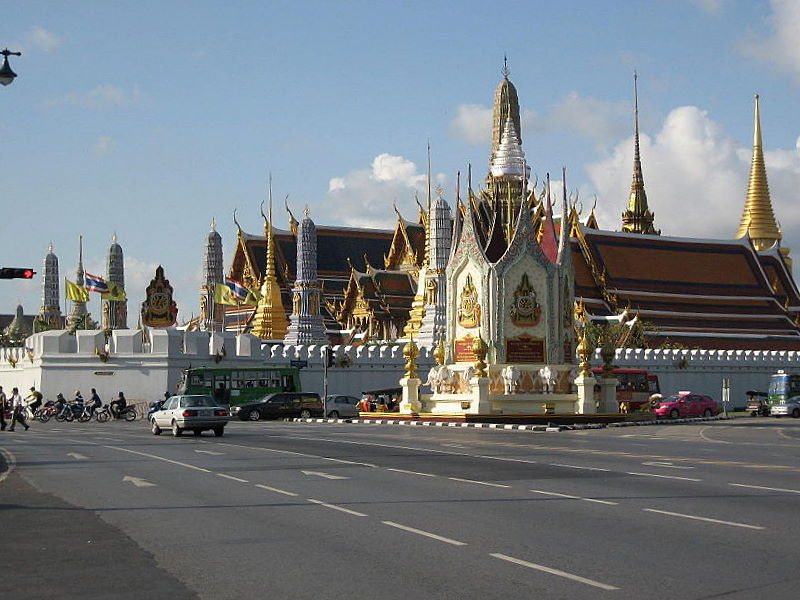
Северная сторона храма
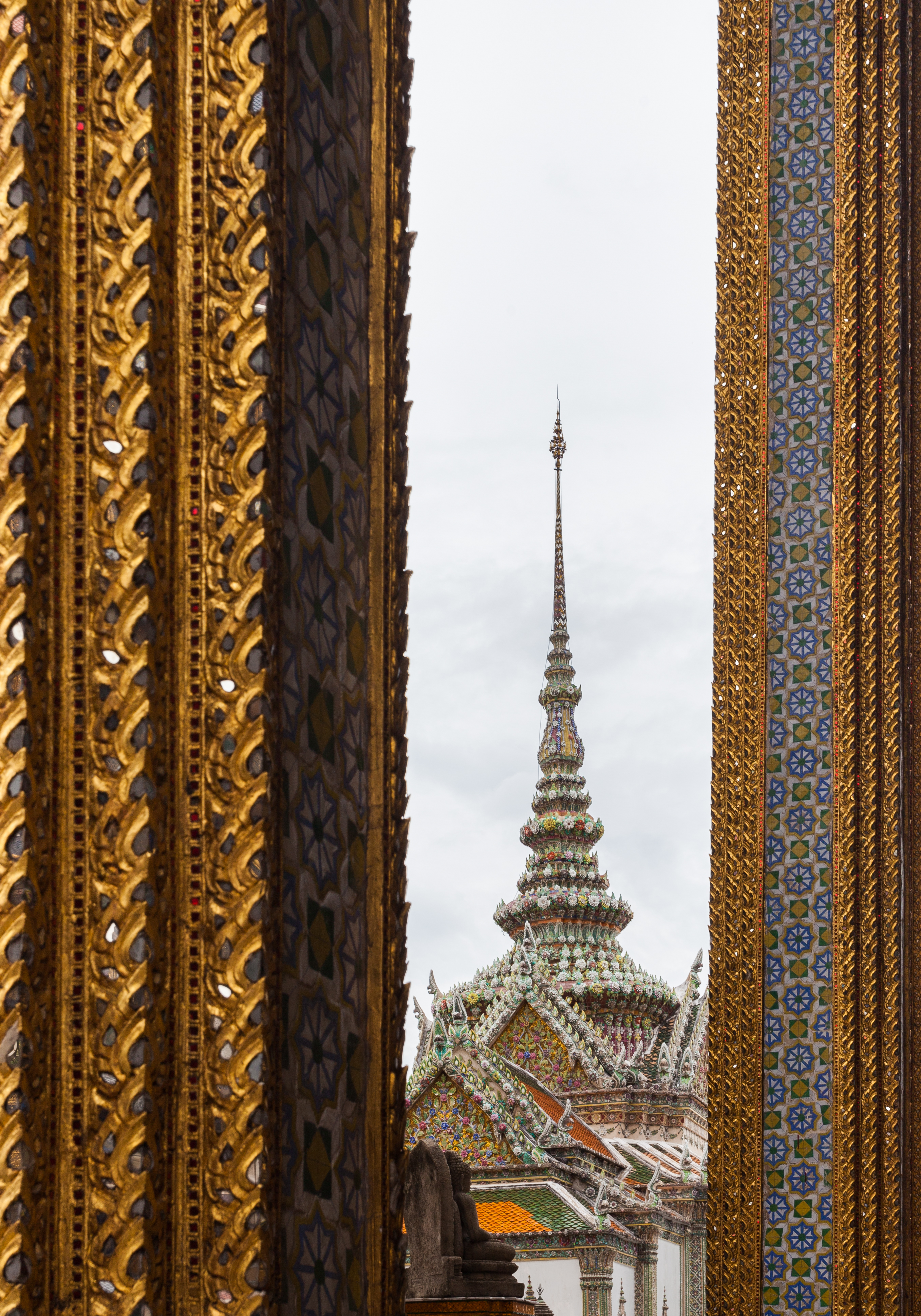
Ват Пхракэу
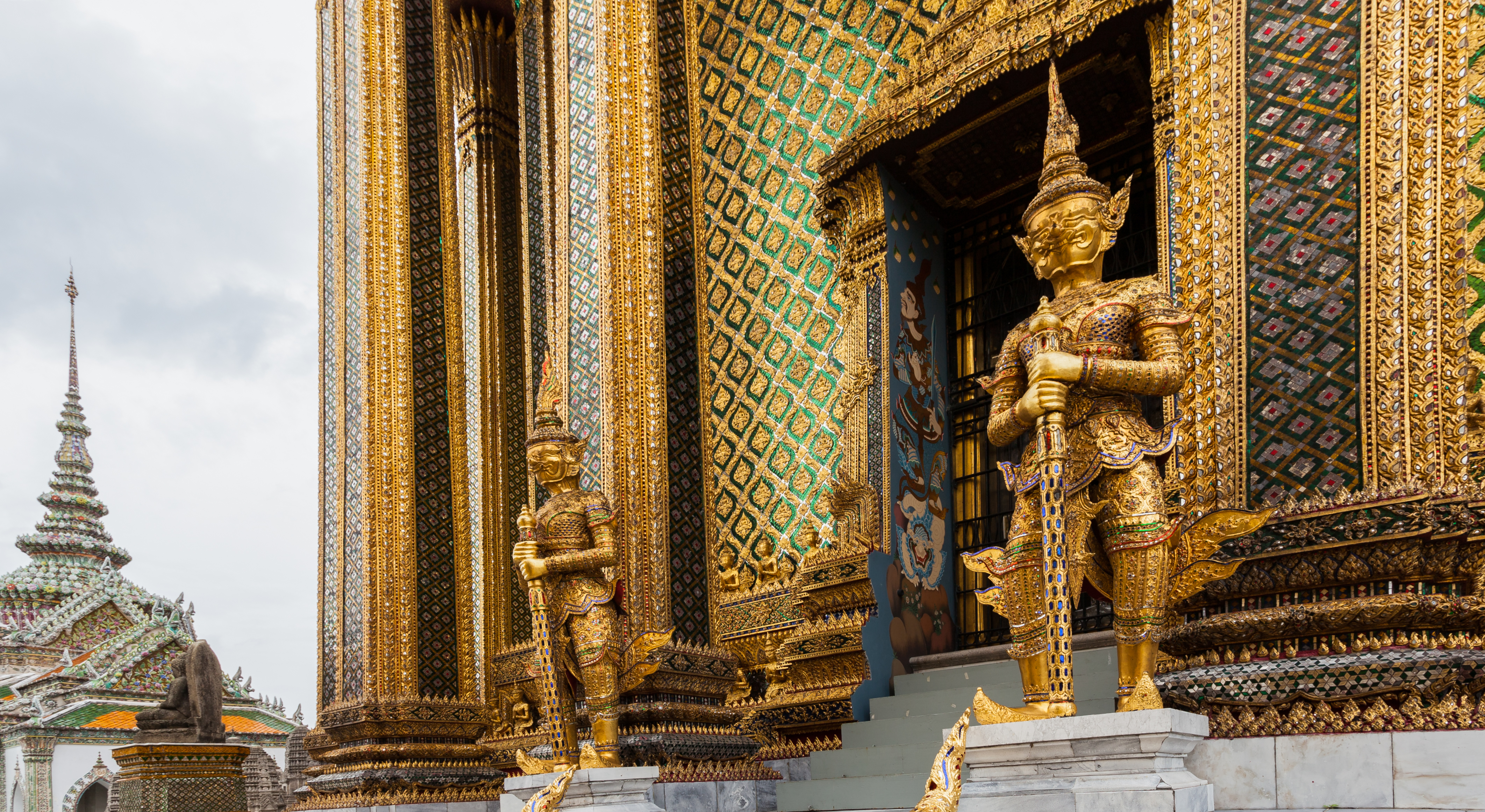
Вход в Пхра Мондоп
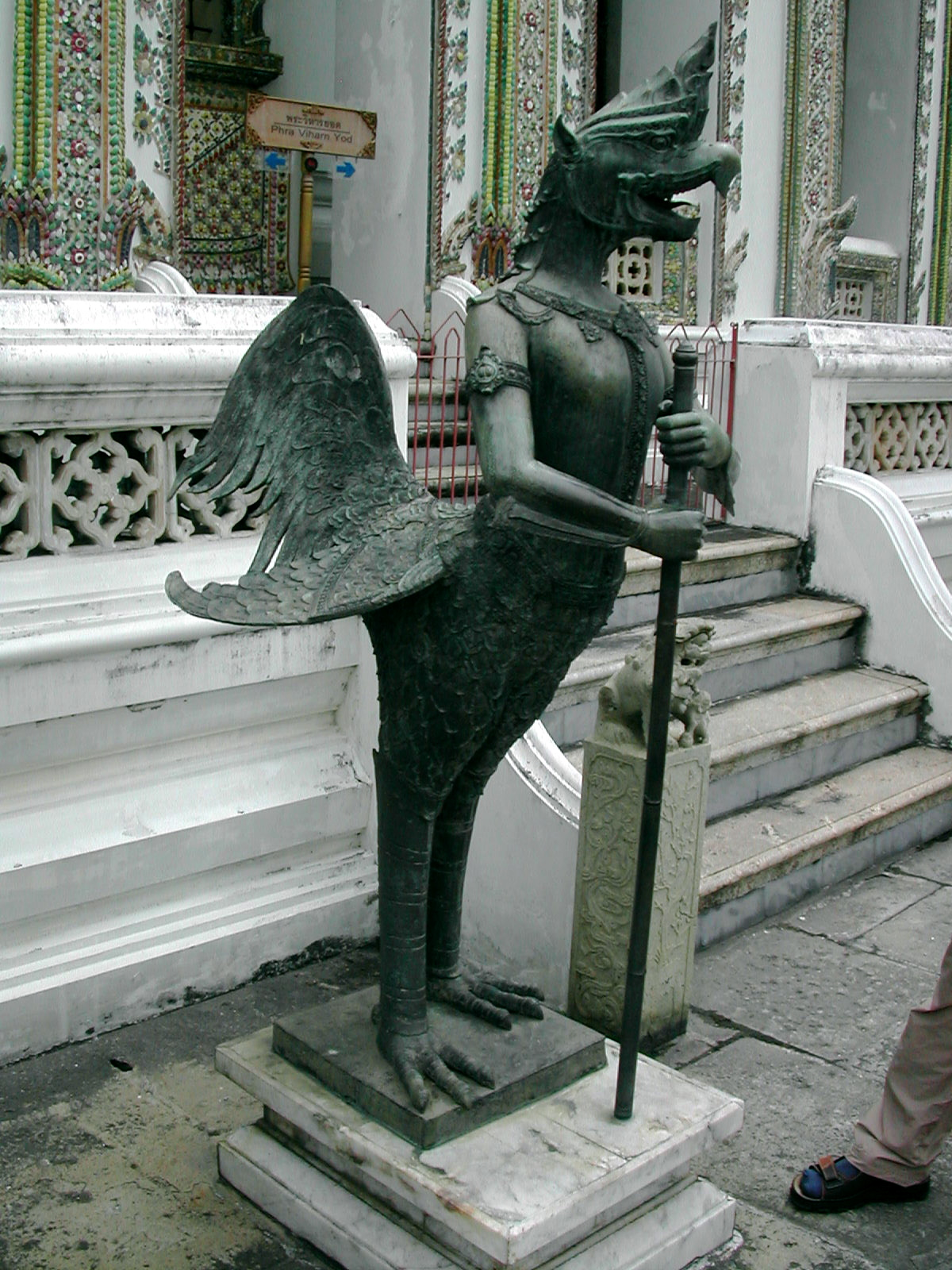
Каменные стражи
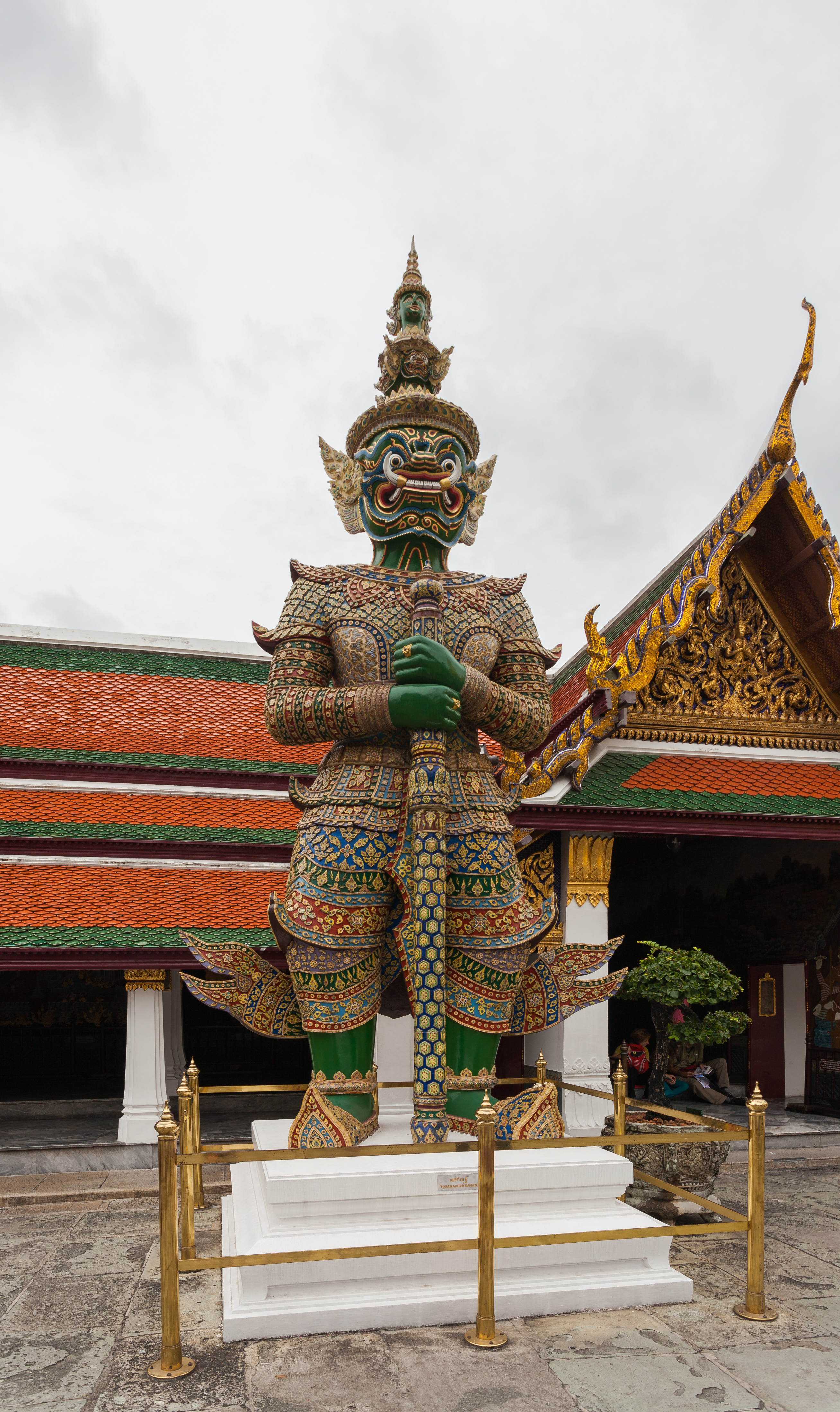
Якша, охраняющий сокровища богов и пожирающий алчных людей.
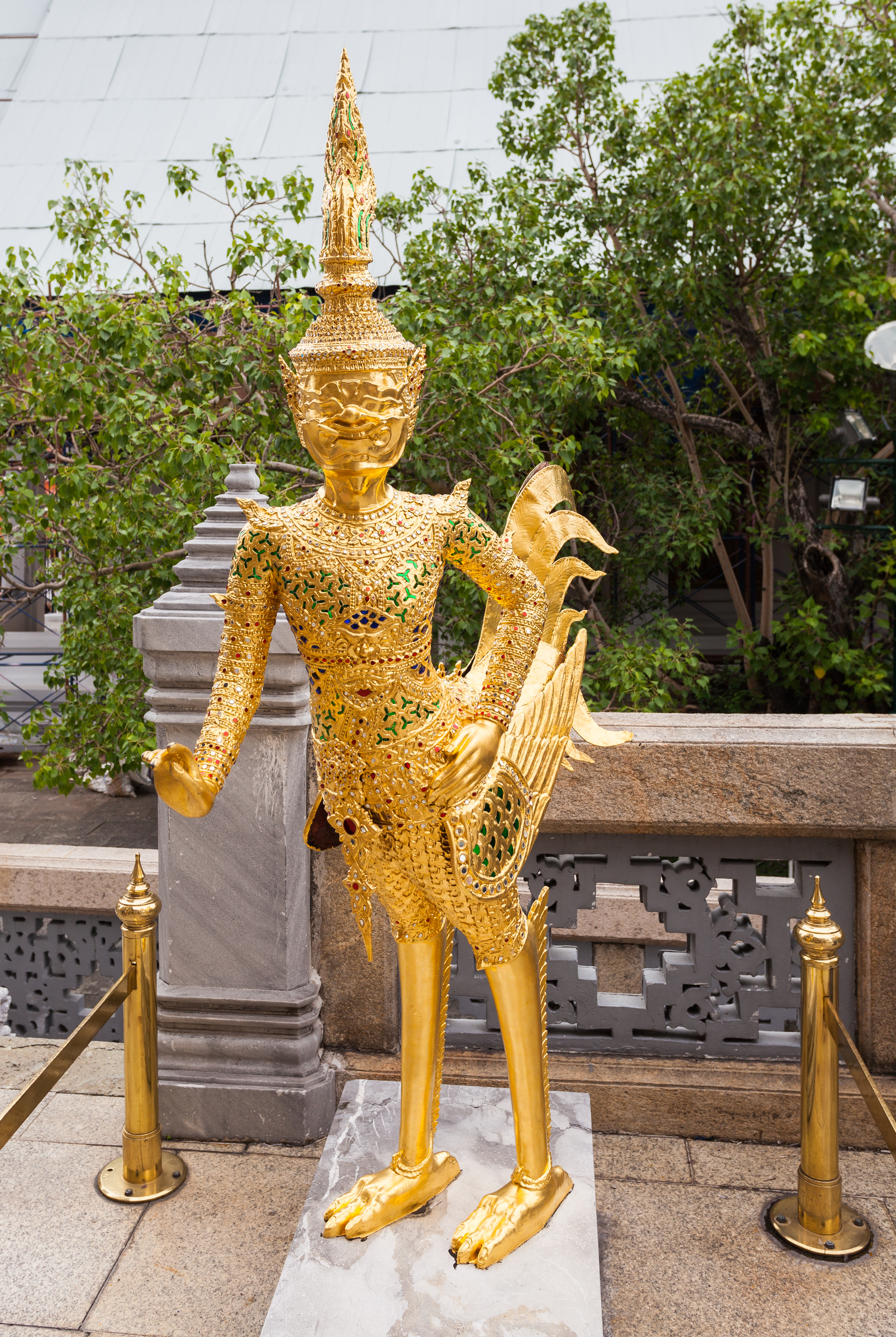
Киннари (жен.), полуптица-получеловек, увенчанная особенным драгоценным головным убором - чада.
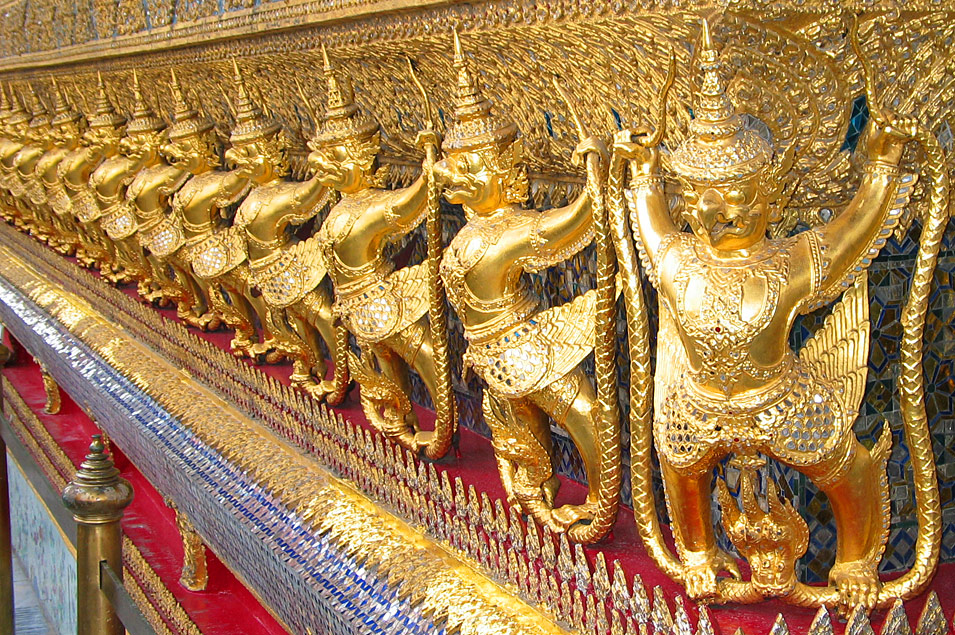
Гаруда и нага
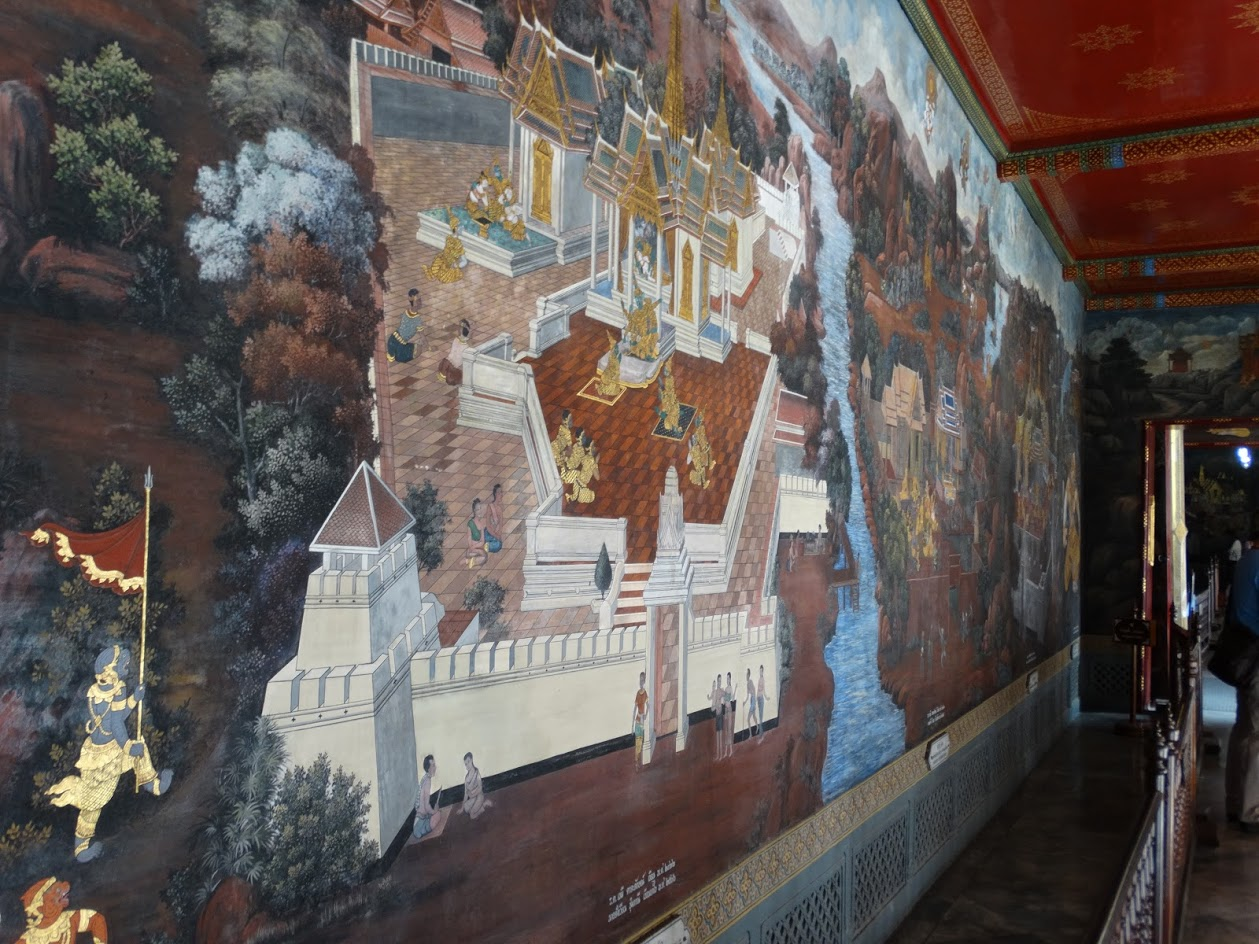
Красочные фрески